# Konstantin Samsonow
Konstantin Jakowlewicz Samsonow, ros. Константин Яковлевич Самсонов (ur. 8 czerwca?/21 czerwca 1916 w Moskwie, zm. 15 grudnia 1977 tamże) – radziecki pułkownik, uczestnik szturmu na Reichstag, Bohater Związku Radzieckiego (8 maja 1946).

## Życiorys
Syn robotnika. Ukończył przyzakładową szkołę zawodową, pracował jako ślusarz w fabryce, potem w zakładach i na budowie moskiewskiego metra. W 1937 wstąpił do Armii Czerwonej, w 1940 – do WKP(b). W 1939 ukończył kursy młodszych poruczników, w 1944 kursy doskonalące kadry dowódczej, w 1952 Wojskową Akademię Polityczną.
Od maja 1943 był na froncie. W 1945 posiadał stopień starszego porucznika, był dowódcą 1 batalionu strzeleckiego 380 pułku strzeleckiego 171 Dywizji Strzeleckiej 3 Armii Uderzeniowej 1 Frontu Białoruskiego.
30 kwietnia 1945 jego batalion, razem z batalionami Stiepana Nieustrojewa i Wasilija Dawydowa wdarł się do budynku Reichstagu (batalion oczyszczał piwnice budynku), a Ołeksij Berest, Michaił Jegorow i Meliton Kantaria zatknęli nad budynkiem Sztandar Zwycięstwa.
Od 1952 był starszym wykładowcą katedry wojskowej Moskiewskiego Instytutu Inżynierów Transportu. W 1965 podczas parady 9 maja niósł Sztandar Zwycięstwa.
W 1968 został przeniesiony do rezerwy. Był autorem pamiętników „Szturm Rejchstaga” (1955).

## Odznaczenia
- Złota Gwiazda Bohatera Związku Radzieckiego (8 maja 1946)
- Order Lenina
- Order Aleksandra Newskiego
- Order Czerwonej Gwiazdy (dwukrotnie)
- Medal „Za zasługi bojowe”
- Medal „Za zwycięstwo nad Niemcami w Wielkiej Wojnie Ojczyźnianej 1941–1945”
- Medal „Za wyzwolenie Warszawy”
- Medal „Weteran Sił Zbrojnych ZSRR”